# Американское Самоа на зимних Олимпийских играх 2022
Американское Самоа приняло участие в зимних Олимпийских играх 2022 года в Пекине во второй раз в своей истории. Страну представил скелетонист Натан Крамптон. По итогам соревнований сборная Американского Самоа, осталась без медалей.

## Результаты

### Скелетон
Квалификация спортсменов для участия в Олимпийских играх осуществлялась на основании рейтинга IBSF (англ. IBSF Ranking) по состоянию на 16 января 2022 года. По его результатам Натан Крамптон стал обладателем квоты в скелетоне.
Мужчины
| Соревнование | Спортсмены     | 1 заезд   | 1 заезд | 2 заезд   | 2 заезд | 3 заезд   | 3 заезд | 4 заезд   | 4 заезд | Итоговый результат | Итоговое место | Отставание |
| Соревнование | Спортсмены     | Результат | Место   | Результат | Место   | Результат | Место   | Результат | Место   | Итоговый результат | Итоговое место | Отставание |
| ------------ | -------------- | --------- | ------- | --------- | ------- | --------- | ------- | --------- | ------- | ------------------ | -------------- | ---------- |
| мужчины      | Натан Крамптон | 1:02,06   | 22      | 1:01,65   | 17      | 1:01,60   | 17      | 1:01,49   | 18      | 4:06,80            | 19             | +5,79      |